# Howden Ganley
James Howden Ganley (Hamilton, 24 dicembre 1941) è un pilota di Formula 1 neozelandese, che ha partecipato a 41 gran premi validi per il campionato del mondo tra il 1971 e il 1974.

## La carriera

### Il debutto nel giornalismo
Ganley, tredicenne, fu spettatore del Gran Premio della Nuova Zelanda 1955 a Ardmore che lo spinse ad abbracciare la carriera motoristica. Dopo il termine degli impegni scolastici divenne giornalista per il Waikato Times e scrisse anche per lo Sports Car Illustrated. Nel 1961 emigrò in Regno Unito dove iniziò a lavorare come meccanico.

### I primi passi nell'automobilismo
Tra il 1960 e il 1962 Ganley partecipò a molti eventi motoristici tenuti in Nuova Zelanda, alla guida di una Lotus Eleven. In quel periodo fu caposquadra in una ditta di cementi.
Dopo alcune stagioni in Formula 3, nel 1970 Ganley partecipò al campionato britannico di Formula 5000, giungendo secondo, alle spalle di Peter Gethin. Ciò lo pose all'attenzione della BRM che lo ingaggiò per la stagione 1971 della Formula 1.

### Formula 1
Fece il suo esordio in F1 nel Gran Premio del Sudafrica. Si qualificò 24º, ma poi fu costretto al ritiro. Poche settimane dopo arrivò quinto nella Race of Champions sul Circuito di Brands Hatch. In campionato Ganley conquistò cinque punti, frutto del quinto posto nel Gran Premio d'Italia, in cui partì dalla seconda fila, e del quarto nel Gran Premio degli Stati Uniti 1971. Al termine della stagione Ganley fu premiato col Wolfgang von Trips Memorial Trophy come miglior esordiente dell'anno. Nelle altre gare fuori campionato fu quarto nella Spring Trophy e secondo nella International Gold Cup.
Anche nel 1972 corse per la BRM. Arrivò quarto in Germania e sesto in Austria.
L'anno seguente passò alla Frank Williams Racing Cars per correre con una Iso Marlboro. Nel Gran Premio del Canada fu inizialmente dichiarato vincitore, a seguito del caos prodotto dall'entrata della safety car, ma alla fine fu classificato sesto.
Le ultime apparizioni in F1 furono nel 1974 prima con la March, nei primi due gran premi (giunse però sesto nel Gran Premio del Presidente Medici - gara non valida per il campionato), poi con il costruttore nipponico Maki, col quale cercò di qualificarsi in Inghilterra e Germania, ma senza successo. In Germania un incidente durante le prove interruppe per sempre la sua carriera.

### Il tentativo di partecipare alla Formula 1 come costruttore
Ganley tentò di far partecipare il suo team Tiga al campionato di F1 nel 1978, col pilota finlandese Mikko Kozarowitzky, ma il progetto abortì per mancanza di fondi.

## Risultati in Formula 1
| 1971 | Scuderia | Vettura     |     |    |    |   |    |   |     |     |   |    |   |  |  |  |  | Punti | Pos. |
| ---- | -------- | ----------- | --- | -- | -- | - | -- | - | --- | --- | - | -- | - |  |  |  |  | ----- | ---- |
| 1971 | BRM      | P153 e P160 | Rit | 10 | NQ | 7 | 10 | 8 | Rit | Rit | 5 | NP | 4 |  |  |  |  | 5     | 15º  |

| 1972 | Scuderia | Vettura |   |    |     |     |   |    |  |   |   |    |    |     |  |  |  | Punti | Pos. |
| ---- | -------- | ------- | - | -- | --- | --- | - | -- |  | - | - | -- | -- | --- |  |  |  | ----- | ---- |
| 1972 | BRM      | P160B   | 9 | NC | Rit | Rit | 8 | NP |  | 4 | 6 | 11 | 10 | Rit |  |  |  | 4     | 13º  |

| 1973 | Scuderia | Vettura     |    |   |    |     |     |     |    |    |   |   |    |    |    |   |    | Punti | Pos. |
| ---- | -------- | ----------- | -- | - | -- | --- | --- | --- | -- | -- | - | - | -- | -- | -- | - | -- | ----- | ---- |
| 1973 | Williams | Iso Rivolta | NC | 7 | 10 | Rit | Rit | Rit | 11 | 14 | 9 | 9 | NP | NC | NC | 6 | 12 | 1     | 19º  |

| 1974 | Scuderia     | Vettura    |   |     |  |  |  |  |  |  |  |    |    |  |  |  |  | Punti | Pos. |
| ---- | ------------ | ---------- | - | --- |  |  |  |  |  |  |  | -- | -- |  |  |  |  | ----- | ---- |
| 1974 | March e Maki | 741 e F101 | 8 | Rit |  |  |  |  |  |  |  | NQ | NQ |  |  |  |  | 0     |      |

| Legenda | 1º posto     | 2º posto | 3º posto    | A punti         | Senza punti/Non class.  | Grassetto – Pole position Corsivo – Giro più veloce |
| Legenda | Squalificato | Ritirato | Non partito | Non qualificato | Solo prove/Terzo pilota | Grassetto – Pole position Corsivo – Giro più veloce |